# Божо Стефановић
Божо Стефановић (Оштрељ код Петровца, 1937) југословенски је и босанскохерцеговачки карикатуриста, илустратор и новинар.

## Биографија
Божо Стефановић је рођен на Оштрељу 1937. године. Студирао је право на Правном факултету Униварзитета у Сарајеву. Познати је босанскохерцеговачки карикатуриста, који се бавио и политичком карикатуром. Прву смјелију политичку карикатуру објавио је раних педесетих година XX вијека у словеначкој „Павлихи”. Сарађивао је са готово свим југословенским сатиричним часописима: сарајевским „Чичком”, љубљанском „Павлихом”, загребачким „Керемпухом”, београдским „Јежом” и „Ветрењачом”.
Божо Стефановић се бавио и илустрацијом. Био је илустратор у бројним часописима, а бавио се и илустровањем уџбеника, књига и различитих других публикација.
Цијели свој професионални живот провео је у сарајевском „Ослобођењу”.
Живи у Сарајеву.

## Награде и признања
- Награда „Пјер“ за 1991. годину, награда за најбољу карикатуру коју једном годишње додељује компанија „Новости“.
- Награда Фондације Ајдин Доган (Aydın Doğan Foundation), на међународном такмичењу карикатуриста за 2003. годину.[4]
- Награда на фестивалу у иранском граду Табризу 2007. године.[5]
- Награда „Весник мира“, побједник 21. Међународног Салона антиратне карикатуре у Крагујевцу, 2021. године.